# Tigrioides tetrasema
Tigrioides tetrasema är en fjärilsart som beskrevs av Edward Meyrick 1894. Tigrioides tetrasema ingår i släktet Tigrioides och familjen björnspinnare. Inga underarter finns listade i Catalogue of Life.